# Morten Jørgensen
Morten Jørgensen (* 23. Juni 1985 in Næstved) ist ein dänischer Ruderer und Olympiasieger 2008 im Leichtgewichts-Vierer ohne Steuermann.
Jørgensen belegte mit dem dänischen Leichtgewichts-Achter den vierten Platz bei den Ruder-Weltmeisterschaften 2006. 2007 saß er im dänischen Leichtgewichts-Vierer ohne Steuermann und erreichte bei den Weltmeisterschaften in München den sechsten Platz. 2008 gewann er mit Kasper Winther im Leichtgewichts-Zweier ohne Steuermann die ersten beiden Weltcupregatten in München und Luzern. Nachdem sich Bo Helleberg vor den Olympischen Spielen verletzt hatte, rückte Jørgensen für die Olympischen Spiele in Peking wieder in den Vierer, der in der Aufstellung Thomas Ebert, Mads Kruse Andersen, Morten Jørgensen und Eskild Ebbesen die Goldmedaille gewann.
2009 siegte der neu zusammengestellte Vierer mit Christian Pedersen, Jens Vilhelmsen, Kasper Winther und Morten Jørgensen in allen drei Weltcupregatten, bei den Ruder-Weltmeisterschaften 2009 in Posen kam das Boot mit 0,25 Sekunden Rückstand auf das deutsche Boot ins Ziel. 2010 siegte der dänische Vierer in der ersten Weltcupregatta und belegte in den nächsten beiden Regatten den zweiten Platz, der fünfte Platz bei den Europameisterschaften in Portugal war für Pedersen, Vilhelmsen, Winther und Jørgensen das schlechteste Saisonergebnis. Bei den Weltmeisterschaften 2010 in Neuseeland erkämpften die vier Dänen den Sieg im ersten Rennen, traten danach aber nicht mehr an.
2011 gewann das dänische Boot die ersten zwei Weltcupregatten in der Aufstellung Kasper Winther, Morten Jørgensen, Jacob Barsøe und Eskild Ebbesen und belegte bei der dritten Regatta in Luzern den dritten Platz. Bei den Weltmeisterschaften 2011 in Bled tauschten Barsøe und Winther die Plätze, das Boot belegte im Finale den fünften Platz. Im Jahr darauf erreichte der dänische Leichtgewichts-Vierer in der Besetzung des Vorjahres das olympische Finale und gewann die Bronzemedaille.
2013 und 2014 gewann Jørgensen jeweils den Titel im Vierer bei den Europa- und bei den Weltmeisterschaften. Nach einer Pause 2015 wegen Übertrainings kehrte er 2016 in den Vierer zurück, bei der olympischen Regatta 2016 gewann er zusammen mit Kasper Winther, Jacob Barsøe und Jacob Larsen gewann er die Silbermedaille hinter den Schweizern.
Jørgensen hat bei einer Körpergröße von 1,82 Metern ein für Leichtgewichte typisches Wettkampfgewicht von etwa 72 Kilogramm. Er rudert für den Næstved Roklub.